# Augusto Setti
Augusto Ildebrando Maria Setti (Modena, 7 giugno 1854 – Genova, 17 luglio 1931) è stato un magistrato e politico italiano.
Laureato a Bologna nel 1878, dopo un breve periodo di esercizio della professione forense, entra in magistratura. Specializzato nel ramo civile è stato sostituto a Omegna, Bologna e Roma, consigliere della Corte d'appello a Perugia, Brescia, Catania, Venezia, Milano, consigliere della Corte di cassazione a Torino e Roma, procuratore generale presso la Corte d'appello a Brescia e Genova. È stato libero docente di Diritto penale all'Università di Modena, membro del Consiglio superiore della magistratura, membro della Commissione per la riforma del codice penale e di procedura penale e presidente della sezione di Genova della Croce Rossa Italiana. Ha fondato e diretto l'Istituto dell'infanzia derelitta con sedi a Napoli, Roma e Milano.